# Live 2012
Coldplay Live 2012 é o terceiro álbum ao vivo lançado pela banda de rock alternativo britânica Coldplay, sendo o seu primeiro DVD em nove anos, desde Live 2003 (2003). Foi gravado em vários shows durante a Mylo Xyloto Tour, no início de junho de 2011. O DVD foi lançado em 19 de novembro de 2012. Também foi divulgado um filme para exibição nos cinemas, lançado em 13 de novembro de 2012, em mais de 50 países.

## Lista de faixas
Todas as músicas, escritas e executadas por Guy Berryman, Jonny Buckland, Will Champion e Chris Martin. "Enoxification" e composição adicional de Brian Eno.

### Vídeo
1. "Mylo Xyloto" (do álbum Mylo Xyloto) – 0:43
2. "Hurts Like Heaven" (do álbum Mylo Xyloto) – 4:02
3. "In My Place" (do álbum A Rush of Blood to the Head) – 3:48
4. "Major Minus" (do álbum Mylo Xyloto) – 3:30
5. "Yellow" (do álbum Parachutes) – 4:29
6. "Violet Hill" (do álbum Viva la Vida or Death and All His Friends) – 3:49
7. "God Put a Smile upon Your Face" (do álbum A Rush of Blood to the Head) – 4:58
8. "Princess of China" (com participação de Rihanna) (do álbum Mylo Xyloto) – 3:59
9. "Up in Flames" (do álbum Mylo Xyloto) – 3:13
10. "Viva la Vida" (do álbum Viva la Vida or Death and All His Friends) – 4:01
11. "Charlie Brown" (do álbum Mylo Xyloto) – 4:45
12. "Paradise" (do álbum Mylo Xyloto) – 4:37
13. "Us Against the World" (do álbum Mylo Xyloto) – 3:59
14. "Clocks" (do álbum A Rush of Blood to the Head) – 5:07
15. "Fix You" (do álbum X&Y) – 4:54
16. "Every Teardrop Is a Waterfall" (com introdução de "M.M.I.X.") (do álbum Mylo Xyloto) – 4:49

Faixas bônus
1. "The Scientist" (do álbum A Rush of Blood to the Head) – 5:09
2. "Don't Let It Break Your Heart" (com introdução de "A Hopeful Transmission") (do álbum Mylo Xyloto) – 4:27

### Álbum
1. "Mylo Xyloto" (do álbum Mylo Xyloto) – 0:43
2. "Hurts Like Heaven" (do álbum Mylo Xyloto) – 4:02
3. "In My Place" (do álbum A Rush of Blood to the Head) – 3:48
4. "Major Minus" (do álbum Mylo Xyloto) – 3:30
5. "Yellow" (do álbum Parachutes) – 4:29
6. "God Put a Smile upon Your Face" (do álbum A Rush of Blood to the Head) – 4:58
7. "Princess of China" (com participação de Rihanna) (do álbum Mylo Xyloto) – 3:59
8. "Up in Flames" (do álbum Mylo Xyloto) – 3:13
9. "Viva la Vida" (do álbum Viva la Vida or Death and All His Friends) – 4:01
10. "Charlie Brown" (do álbum Mylo Xyloto) – 4:45
11. "Paradise" (do álbum Mylo Xyloto) – 4:37
12. "Us Against the World" (do álbum Mylo Xyloto) – 3:59
13. "Clocks" (do álbum A Rush of Blood to the Head) – 5:07
14. "Fix You" (do álbum X&Y) – 4:54
15. "Every Teardrop Is a Waterfall" (com introdução de "M.M.I.X.") (do álbum Mylo Xyloto) – 4:49